# Keenan Allen
Keenan Alexander Allen (Greensboro, 27 aprile 1992) è un giocatore di football americano statunitense che milita nel ruolo di wide receiver per i Los Angeles Chargers nella National Football League (NFL). Fu scelto nel corso del terzo giro (76º assoluto) del Draft NFL 2013. Al college ha giocato a football all’Università della California - Berkeley.

## Carriera

### San Diego/Los Angeles Chargers

#### Stagione 2013
Allen era considerato uno dei migliori wide receiver selezionabili nel Draft 2013 ed era pronosticato come una scelta della seconda metà del primo giro. Venne tuttavia scelto solamente nel terzo giro dai San Diego Chargers. Il 9 maggio firmò il proprio contratto con la franchigia. Debuttò come professionista nella settimana 2 contro i Philadelphia Eagles ricevendo 2 passaggi per 34 yard. Nella settimana 4 stabilì un nuovo primato personale con 5 ricezioni per 80 yard contro i Dallas Cowboys. La settimana successiva segnò il suo primo touchdown contro gli Oakland Raiders, terminando con 6 ricezioni per 115 yard. Nel Monday Night Football della settimana 6 vinto contro gli Indianapolis Colts Allen guidò la sua squadra con 107 yard ricevute e segnò il suo secondo touchdown, venendo premiato come rookie della settimana.
Nella settimana 9 contro i Washington Redskins, Allen conseguì un nuovo primato personale con 128 yard e segnò il suo terzo touchdown, venendo premiato per la seconda volta come rookie della settimana. Nella vittoria della settimana 14 contro i New York Giants segnò due touchdown e superò il primato di franchigia di 59 ricezioni per un rookie di LaDainian Tomlinson del 2001, salendo a quota 61. Il giovedì successivo, in una delle più grosse sorprese dell'anno, San Diego superò i Denver Broncos, la squadra col miglior record della AFC, infliggendo loro la prima sconfitta stagionale in casa, in cui Allen ricevette altri due touchdown da Philip Rivers e fu premiato per la terza volta come rookie della settimana. Nell'ultima gara della stagione i Chargers ottennero la qualificazione ai playoff sul filo di lana battendo i Chiefs ai supplementari. Con 89 yard ricevute, Allen fu premiato ancora una volta come rookie della settimana. La sua prima stagione regolare terminò con 1 046 yard ricevute e 8 touchdown.
Nei playoff, i Chargers superarono nel primo turno i Cincinnati Bengals ma dovettero arrendersi ai Broncos nel successivo, malgrado una grande gara di Allen che ricevette 142 yard e segnò due touchdown. Il 1º febbraio fu premiato come Pepsi NFL rookie dell'anno.

#### Stagione 2014
Nella settimana 4 della stagione 2014 contro i Jaguars, Allen stabilì gli allora primati personali per ricezioni (10) e yard ricevute (135). Il primo touchdown della sua seconda stagione invece lo segnò invece solamente nella settimana 8 in casa dei Denver Broncos. Il secondo fu decisivo per la vittoria dei Chargers nella settimana 12 contro i St. Louis Rams, in una gara terminata con 105 yard ricevute. Sette giorni dopo fu ancora fondamentale, terminando con 11 ricezioni per 121 yard e 2 touchdown, nella vittoria in rimonta in casa dei Ravens. A causa di un infortunio alla clavicola subito nella settimana 15 contro i Broncos fu costretto a saltare le ultime due partite, chiudendo la sua seconda annata con 77 ricezioni per 783 yard e 4 touchdown.

#### Stagioni 2015-2016
Nella prima gara della stagione 2015, Allen pareggiò il record di franchigia stabilito dall'Hall of Famer Kellen Winslow nel 1984 ricevendo 15 passaggi (per 166 yard) nella vittoria in rimonta sui Lions. Con nove ricezioni nella gara della settimana 7 contro i Raiders, il giocatore stabilì un nuovo record NFL per passaggi ricevuti nelle prime sette giornate, arrivando a quota 62. Il 3 novembre, Allen fu inserito in lista infortunati a causa di una lacerazione a un rene che richiese un intervento chirurgico. La stagione successiva la perse invece quasi interamente a causa di un infortunio subito nella prima partita, non facendo più ritorno sul rettangolo di gioco.

#### Stagione 2017
Allen riprese il suo posto di ricevitore titolare dei Chargers nel 2017, con la squadra nel frattempo trasferita a Los Angeles. Una delle migliori prove stagionali la disputò nell'undicesimo turno contro i Buffalo Bills in cui ricevette 159 yard e 2 touchdown nella vittoria per 54-24. Quattro giorni dopo, nella gara del Giorno del Ringraziamento, disputò un'altra prova di alto livello con 11 ricezioni per 172 yard e un touchdown nella vittoria sui Dallas Cowboys. Nel penultimo turno, schierato per un'azione in difesa, fece registrare il primo intercetto in carriera sul quarterback dei New York Jets Bryce Petty. A fine stagione fu convocato per il suo primo Pro Bowl dopo essersi classificato terzo nella NFL con 1 397 yard ricevute e quarto con 102 ricezioni. Per le sue prestazioni fu premiato come con l'NFL Comeback Player of the Year Award.

#### Stagione 2018
Allen iniziò la stagione con 8 ricezioni per 108 yard e un touchdown contro i Kansas City Chiefs. Il 4 novembre, contro i Seattle Seahawks, ricevette 6 passaggi per 124 yard. Dopo quella partita iniziò una striscia di 5 gare con un touchdown su ricezione. La sua miglior gara fu una prestazione da 14 ricezioni per 148 yard contro i Pittsburgh Steelers. La sua annata si chiuse con 97 ricezioni per 1.196 yard e sei marcature, venendo convocato per il suo secondo Pro Bowl.. Segnò un touchdown anche nel divisional round dei playoff ma i Chargers furono eliminati dai Patriots futuri vincitori del Super Bowl.

#### Stagione 2019
Nella settimana 1 contro gli Indianapolis Colts, Allen ricevette 8 passaggi per 123 yard e un touchdown nella vittoria ai tempi supplementari.
Nella settimana 3 contro gli Houston Texans ricevette 13 passaggi per 183 yard e 2 touchdown nella sconfitta 27-20. A fine anno fu convocato per il suo terzo Pro Bowl dopo avere ricevuto un record di franchigia di 104 passaggi per 1.199 yard e 6 touchdown.

#### Stagione 2020

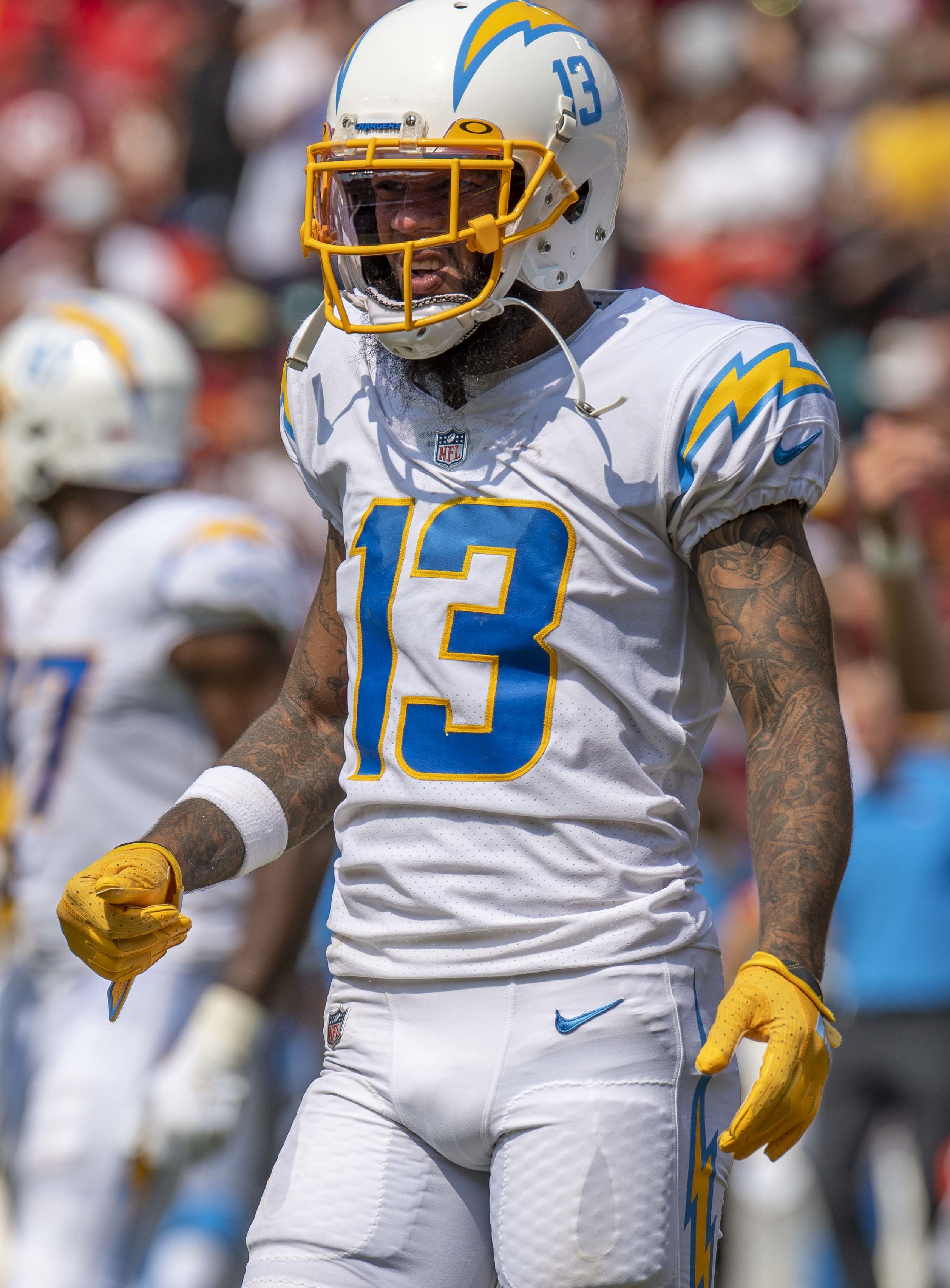
Allen nel 2021

Nel 2020 il rookie Justin Herbert sostituì Philip Rivers come quarterback titolare. Nell'11º turno contro i New York Jets, Allen divenne il quarto ricevitore dal 1966 con cui due partite da almeno 15 ricezioni, chiudendo a quota 16 nella vittoria per 34-28. A fine stagione fu convocato per il suo quinto Pro Bowl (non disputato a causa della pandemia di COVID-19) dopo avere fatto registrare 100 ricezioni per 922 yard e 8 touchdown.

#### Stagione 2021
Nel 2021 Allen fu convocato per il suo quinto Pro Bowl dopo avere messo a segno 106 ricezioni per 1.138 yard e 6 touchdown. I Chargers terminarono con un record di 9-8 fuori dai playoff.

#### Stagione 2022
Nel 2022 Allen fu rallentato dagli infortuni, terminando con 66 ricezioni per 752 yard e 4 touchdown in dieci presenze.

#### Stagione 2023
Nel terzo turno Allen batté il suo stesso record di franchigia facendo registrare 18 ricezioni nella vittoria sui Minnesota Vikings. La sua gara si chiuse con 215 yard ricevute e quelle 18 ricezioni furono un record NFL per un giocatore che segnò anche un touchdown nella stessa partita. In quella partita passò anche un touchdown da 49 yard per Mike Williams. Nel Monday Night Football del nono turno divenne il secondo giocatore della storia dei Chargers dopo Antonio Gates a superare le 10.000 yard ricevute in carriera. Nella settimana 14 divenne il giocatore più rapido della storia a raggiungere le 900 ricezioni in carriera. A fine stagione fu convocato per il suo sesto Pro Bowl dopo essersi classificato sesto nella NFL con un nuovo primato personale di 108 ricezioni.

### Chicago Bears
Il 14 marzo 2024 Allen fu scambiato con i Chicago Bears per una scelta del quarto giro del Draft NFL 2024. Nel sesto turno a Londra contro i Jaguars ricevette due touchdown dal quarterback Caleb Williams nella vittoria per 35-16. Nella settimana 13 segnó due touchdown nella sconfitta della gara del Giorno del Ringraziamento contro i Lions. La sua unica stagione con la squadra si chiuse con 70 ricezioni per 744 yard e 7 touchdown in 15 presenze, tutte come titolare.

### Ritorno ai Chargers
Il 5 agosto 2025 Allen firmò un contratto di un anno del valore di 8,52 milioni di dollari per fare ritorno ai Chargers.

## Palmarès
- Convocazioni al Pro Bowl: 6

2017, 2018, 2019, 2020, 2021, 2023
- NFL Comeback Player of the Year Award: 1

2017
- Pepsi NFL rookie dell'anno - 2013
- PFWA All-Rookie Team - 2013
- Rookie della settimana: 4

6ª, 12ª, 15ª e 17ª del 2013
- Club delle 10.000 yard ricevute in carriera